# Ondino
Ondino è una serie a cartoni animati 3D, rivolta principalmente a bambini di età compresa tra i 3 e i 7 anni, realizzata da Animabit in coproduzione con Rai Fiction. 
La prima serie di 26 puntate è stata trasmessa su Rai 3 all'interno del contenitore È domenica papà. La prima puntata è andata in onda domenica 8 luglio 2007.
La seconda serie è andata in onda da agosto 2010 tutti i giorni su Rai 3.

## La serie
In ogni puntata si fondono avventura, divertimento e spunti didattici che nascono dall'interazione del protagonista con gli elementi sia dell'ambiente marino che provenienti dal mondo terrestre.
I personaggi principali della serie sono quattro: Ondino, il protagonista, un esserino metà pesce e metà bambino, molto sveglio e che impara in fretta; Giasone, un paguro simpatico e pasticcione; Polly, un piccolo polpo femmina, molto tenera ma decisa e Icaro, il pellicano saggio che conosce i segreti del mare.
Dall'interazione tra questi personaggi nascono le storie delle puntate, il cui svolgimento è strettamente legato alle caratteristiche e peculiarità di ognuno di essi. Icaro, in genere è quello che dà avvio alla ricerca nelle prime fasi della puntata; Ondino, è il più capace a mettere a frutto le informazioni acquisite, Giasone e Polly offrono spunti di divertimento e "strappano" la risata ai piccoli spettatori. In ogni avventura, naturalmente a lieto fine, viene sottolineata l'importanza dell'amicizia e della collaborazione fra i protagonisti e la naturalezza con cui vengono accolti nel gruppo nuovi personaggi che hanno bisogno di aiuto per risolvere qualche problema.
Ogni puntata segue uno schema narrativo che non ne limita lo svolgimento ma che anzi costituisce un percorso che facilita lo spettatore e permette di costruire scorciatoie o arricchimenti laddove il tema ne presenti la necessità.
La prima parte dell'avventura, dopo lo spunto iniziale che introduce il tema dell'episodio, si svolge in un ambiente familiare ed è caratterizzata da momenti di gioco o discussione, preludio alla seconda parte, il cuore dell'avventura vera e propria, contraddistinta da equivoci, false piste o interpretazioni erronee di cose reali. Dopo aver affrontato difficoltà di varia natura, i protagonisti ritornano negli ambienti a loro familiari, ogni volta arricchiti da nuove conoscenze e consapevoli che solo grazie all'amicizia e al rapporto con gli altri si può trarre vantaggio anche dalle situazioni più complicate.

## Le ambientazioni
Quattro sono le principali ambientazioni della serie che si svolge tra il mare e la terraferma: il mare, il peschereccio, la spiaggia e gli scogli.
Il mareÈ tipicamente il nostro, quello Mediterraneo, già profondo vicino alla costa, con una zona litoranea sottile alle cui spalle c'è subito il bosco e la montagna. Anche la flora e la fauna rappresentate sono quelle del nostro mare anche se, in molte puntate, i protagonisti incontrano personaggi venuti da molto lontano. È il caso, ad esempio, di un pinguino, un dugongo e una foca. Elemento naturale per Ondino, Polly e Giasone, il mare è l'ambiente maggiormente esplorato essendo anche la casa di parecchi loro amici, calamari, ostriche, ricci di mare, pescecani e balene.
Il peschereccioIl vecchio peschereccio, semiaffondato tra gli scogli, è la casa di Icaro, dove il pellicano ama far ritorno tra un volo e l'altro. È il luogo in cui si ritrova con Ondino e i suoi amici e spesso è l'ambiente in cui ha inizio e fine ogni avventura. Lo scafo del peschereccio è popolato da varie creature del mare, tra cui un vecchio polpo scorbutico che vorrebbe sempre silenzio e tranquillità. Nelle varie stanze semi allagate i protagonisti trovano spesso oggetti e risorse utili per lo svolgimento delle avventure e talvolta per veri e propri spunti narrativi. Il sogno dei quattro amici è quello di riuscire, un giorno, a rimettere in moto il peschereccio per esplorare luoghi più lontani.
La spiaggiaZona di confine fra i mondi sottomarino, terrestre e della superficie del mare, la spiaggia è l'ambiente dove Ondino, Polly e Giasone vanno spesso a giocare. È il luogo in cui i tre amici, come bambini veri e propri si divertono a costruire castelli di sabbia, giocano a tennis, a palla a nascondino. Le maree e le tempeste, inoltre, lasciano spesso oggetti strani e curiosi che i tre amici si divertono a scoprire.
Gli scogliEmergono dal mare, come vere e proprie oasi nella superficie marina, e sono popolati da gabbiani, albatros, granchi e patelle, spesso testimoni di situazioni particolari e spettatori delle avventure dei protagonisti.

## Personaggi
OndinoIl protagonista della serie è anche l'elemento di aggregazione tra i vari personaggi che popolano la serie. Estremamente curioso è sempre in movimento, sopra e sotto la superficie del mare, pronto all'avventura e all'esplorazione. Trascinatore ed impulsivo, si entusiasma di fronte alle meraviglie del mare, davanti alle quali resta spesso senza parole. Nutre un profondo senso della lealtà e dell'amicizia. Doppiato da Benedetta Ponticelli.
Icaro il pellicanoRappresenta il saggio del gruppo, colui al quale chiedere consiglio. Icaro ha sempre una risposta a tutto, anche se a volte prende delle sonore cantonate. Nel suo becco/borsa trasporta spesso Ondino, Polly e Giasone. Tra un viaggio e l'altro ama rilassarsi sul vecchio peschereccio addormentandosi cullato dal rumore delle onde del mare. Doppiato da Pietro Ubaldi.
Giasone il paguroDinamico, incosciente e chiacchierone è il più piccolo (per dimensioni) del gruppo. Sempre pronto a seguire i suoi amici nelle avventure non perde occasione per mettersi nei guai o combinare pasticci. Inguaribile ottimista e narciso spesso è convinto di essere lui, e solo lui, a risolvere problemi e situazioni, grazie alla sua eccezionale bravura in ogni campo. La sua conchiglia diventa spesso utile per gli usi più paradossali: casco, paracadute, trombone, cornetta acustica, ecc. Doppiato da Luca Sandri.
Polly il piccolo polpoL'unica femmina del gruppo è anche la più giovane. Ha un carattere dolce e giocoso, ma sa farsi rispettare da tutti i più grandi, tirando fuori la grinta ogni volta che serve. Sempre molto educata quando si rivolge agli altri, ha la capacità di trasformarsi e questo, più di una volta, è servito a lei e ai suoi amici per tirarsi fuori dai guai. Talvolta ama giocare qualche scherzetto ma, grazie al suo candore, riesce sempre a farsi perdonare. Doppiato da Lara Parmiani.

## Episodi

### Prima stagione
| nº | Titolo                       | Prima TV      |
| -- | ---------------------------- | ------------- |
| 1  | L'anfora magica              | 8 luglio 2007 |
| 2  | Le perle scomparse           |               |
| 3  | La lampada di lucciole       |               |
| 4  | Il compleanno                |               |
| 5  | Kiko il delfino              |               |
| 6  | Il pulcino                   |               |
| 7  | Il Re dei gabbiani           |               |
| 8  | Un mare di rifiuti           |               |
| 9  | L'ostrica Carlotta           |               |
| 10 | Le due tartarughe            |               |
| 11 | L'arcobaleno                 |               |
| 12 | Stella stellina              |               |
| 13 | Il Dottor Giasone            |               |
| 14 | Polly baby-sitter            |               |
| 15 | L'uccellin che vien dal mare |               |
| 16 | Arriva l'autunno             |               |
| 17 | La sardina pasticciona       |               |
| 18 | Il pinguino                  |               |
| 19 | Viaggio negli abissi         |               |
| 20 | Oscar il selvaggio           |               |
| 21 | Una casa per Esmeralda       |               |
| 22 | Buon compleanno Ondino       |               |
| 23 | Un delfino di nome Giasone   |               |
| 24 | L'unione fa la forza         |               |
| 25 | Volo notturno                |               |
| 26 | Il grande Jack               |               |

### Seconda stagione
| nº | Titolo                           | Prima TV      |
| -- | -------------------------------- | ------------- |
| 1  | Quando scende la neve            | 9 agosto 2010 |
| 2  | La piccola sirena                |               |
| 3  | Mante mantelli e pennelli        |               |
| 4  | Il singhiozzo                    |               |
| 5  | Pescatori di nuvole              |               |
| 6  | Il pranzo è servito              |               |
| 7  | La bandiera                      |               |
| 8  | La grande corrente               |               |
| 9  | Sogni d'oro                      |               |
| 10 | Il ritorno di Michelangelo       |               |
| 11 | L'imbattibile Bombo              |               |
| 12 | Il grande viaggio delle anguille |               |
| 13 | La bibita                        |               |
| 14 | Un mare di frottole              |               |
| 15 | Amici e amici                    |               |
| 16 | Lo zio Ercole                    |               |
| 17 | La stanza segreta                |               |
| 18 | Grandi pulizie                   |               |
| 19 | Il vascello incantato            |               |
| 20 | Occhio alla chiazza              |               |
| 21 | L'odissea di Giasone             |               |
| 22 | Viaggio al centro della Terra    |               |
| 23 | Messico e blubbole               |               |
| 24 | Il segreto dei pulcinella        |               |
| 25 | Un colpo di genio                |               |
| 26 | Super Giasone                    |               |